# 出口王仁三郎
出口 王仁三郎（でぐち おにさぶろう、1871年8月27日〈明治4年旧7月12日〉 - 1948年〈昭和23年〉1月19日）は、新宗教「大本」の二大教祖の一人。肩書きは「教主輔」、尊称は「聖師」。

## 概要
出口王仁三郎は、大本において聖師と呼ばれる。強烈な個性と魅力とカリスマを持っていたとされ、メディアを含め様々な手法を駆使して昭和前期の大本を日本有数の宗教団体に発展させた。その一方で奔放な言動により敵対者から多くの非難も浴びる。評価は現在でも定まっていない。「国家神道」と相容れない教義を展開した大本は危険勢力として政府の弾圧を受け、自身も7年近く拘束された。太平洋戦争終結後は教団の再建に尽力するも病により死去した。その思想と布教方法は戦後の新宗教に大きな影響を与えた。
読み方について「わにさぶろう」とされることもあるが、正しくは「おにさぶろう」。大本の開祖である出口なおのお筆先（自動書記）で、元の名前である「喜三郎（きさぶろう）」を「おにさぶろう（鬼三郎）」と書かれたことに対し、「鬼」の字を嫌って「王仁」の字を当てたことに由来する。ただし「王」の歴史的仮名遣いは「わう」であり「わにさぶろう」とすること自体は不自然でなく、また実際に「わに」を使用した例もあり、百済から日本に漢字と儒教を伝えた学者王仁（わに）との関連を指摘する研究者もいる。またマスコミが挿絵中でワニの姿で表現した事例もあった。

## 生涯

### 生い立ち
出口王仁三郎の前半生は自伝や大本の伝記によるところが大きく、空海や役行者のような聖人伝説の影響が見られる。一般には1871年（明治4年）8月27日（旧暦7月12日）、現在の京都府亀岡市穴太（あなお）に、農業を営む上田家五男三女の長男上田 喜三郎（うえだ きさぶろう）として生まれた（以下、改名まで『喜三郎』と表記）。祖母・上田宇能は、『日本言霊学』で有名だった中村孝道の妹にあたり、伝承や言霊学を始めとした知恵を持っていた。喜三郎は幼少時は登校さえ出来なかった虚弱体質児であったため、家で祖母にあれこれと教わり、同年代の子供より老人達と交わることを好んだ。また、近所ではその聡明さから「八つ耳」（直感力や理解力に優れた人間の意）、神童と言われていた。少年時代、明智光秀が築いた亀山城に登って天下に勇躍することを願ったという。
1883年（明治16年）、13歳の時に通学する小学校教師と喧嘩沙汰となり退学、校長に見込まれ、その教師の代用教員として採用される。2年後、正式な小学校教員が赴任してきた為に辞職（僧侶出身の教員と神道について口論になったとも）、農業をはじめ様々な職種を体験する。豪農の家に奉公したことで、小作人や小農の格差を自覚した。1893年（明治26年）（23歳）のころから園部の牧場で働きながら獣医を目指すが不合格となり、京都府巡査試験に合格するも拒否。明治時代の若者として立身出世を目指す喜三郎は、マンガン鉱の探鉱やラムネ製造など幾つかの事業を始めるが失敗した。結局1896年（明治29年）（26歳）で独立し「穴太精乳館　上田牧牛場」を開業、搾乳・牛乳販売業を始めて成功を収めた。当時、園部の南陽寺に滞在していた岡田惟平から古事記・日本書紀の国学的解釈と和歌を学んでいるが、喜三郎と宗教との接点は少なかった。歯痛を癒やしてくれた事を機会に、以前より上田家と関係があった妙霊教会（兵庫県の山岳信仰）に出入りするが、熱心な信者ではなかった。

### 出口なおとの出会い
多芸多趣味の喜三郎は義侠心を持った賑やかな人物であり、侠客の親分から養子の申し込みがあるほど亀岡で人気を博した。だが父の死、喧嘩で負傷した事、祖母の訓戒が重なり、宗教家への道を歩み出す。1898年（明治31年）3月1日、松岡芙蓉（または「天狗」と名乗ったとも）と名乗る神使に伴われて、亀岡市内の霊山高熊山の頂上近くの洞窟に一週間の霊的修行をする。その結果、喜三郎は救世主としての自覚を持つ。続いて精乳館を弟に譲り、静岡県清水の稲荷講社で長沢雄楯（本田親徳の門人で、多くの神道系新宗教家を輩出した人物）に師事して霊学の修行を行ったのち、鎮魂帰神法と審神学を伝授される。これによって伯家神道や言霊学、修験道といった古神道の知識を得た。長沢は喜三郎にかかった神を小松林命（素戔嗚尊の顕現または分霊）と審神した。自信をつけた喜三郎は稲荷講社に繋がる「霊学会」を設立、会長となり、亀岡の北西に位置する園部で布教をおこなう。周囲からは「喜楽天狗」と呼ばれた。
1898年（明治31年）10月8日、喜三郎は大本の開祖・出口なお（直）（以下、「なお」と表記）を京都府綾部に訪ねる。極貧生活を送る無名の老婆だったなおは祟り神と恐れられた「艮の金神（国常立尊）」の神懸かりを起こし、日清戦争の予言や病気治療で「綾部の金神さん」という評判を得ていた。暫定的に金光教の傘下で活動していたが徐々に方針の違いが明らかになり、独立を希望すると共に自らに懸かった神の正体を審神する者を待っていたのである。最初の対面では、なおが稲荷講社所属の喜三郎に不信感を持ち、また金光教由来の信者達も彼を敵視したため、物別れに終わった。1899年（明治32年）7月、なおは神示によって喜三郎こそ待ち人と悟り、再び綾部に招いた。喜三郎はなおに神懸りした「艮の金神」を「国武彦命」（後に日本神話の創造神国常立尊と判明）と審神し、綾部に移住した。二人の関係は、神秘的な女性と組織的男性がコンビを組んで指導を行うアジア的なシャーマニズムの型とされる。ただし、二人が太古の夫婦神の分身でありつつ霊的性別の逆転現象を起こしている点に注目すべき点がある。喜三郎はなおを教主、喜三郎を会長とする「金明会」を組織するが、園部で開いていた「霊学会」もほどなく融合させ、8月に「金明霊学会」を設立し、各地に支部、会合所を設置した。現在の大本の「十曜神紋」も綾部藩主九鬼家の九曜紋家紋を引用してこの時に定められた。

### 大本の成長

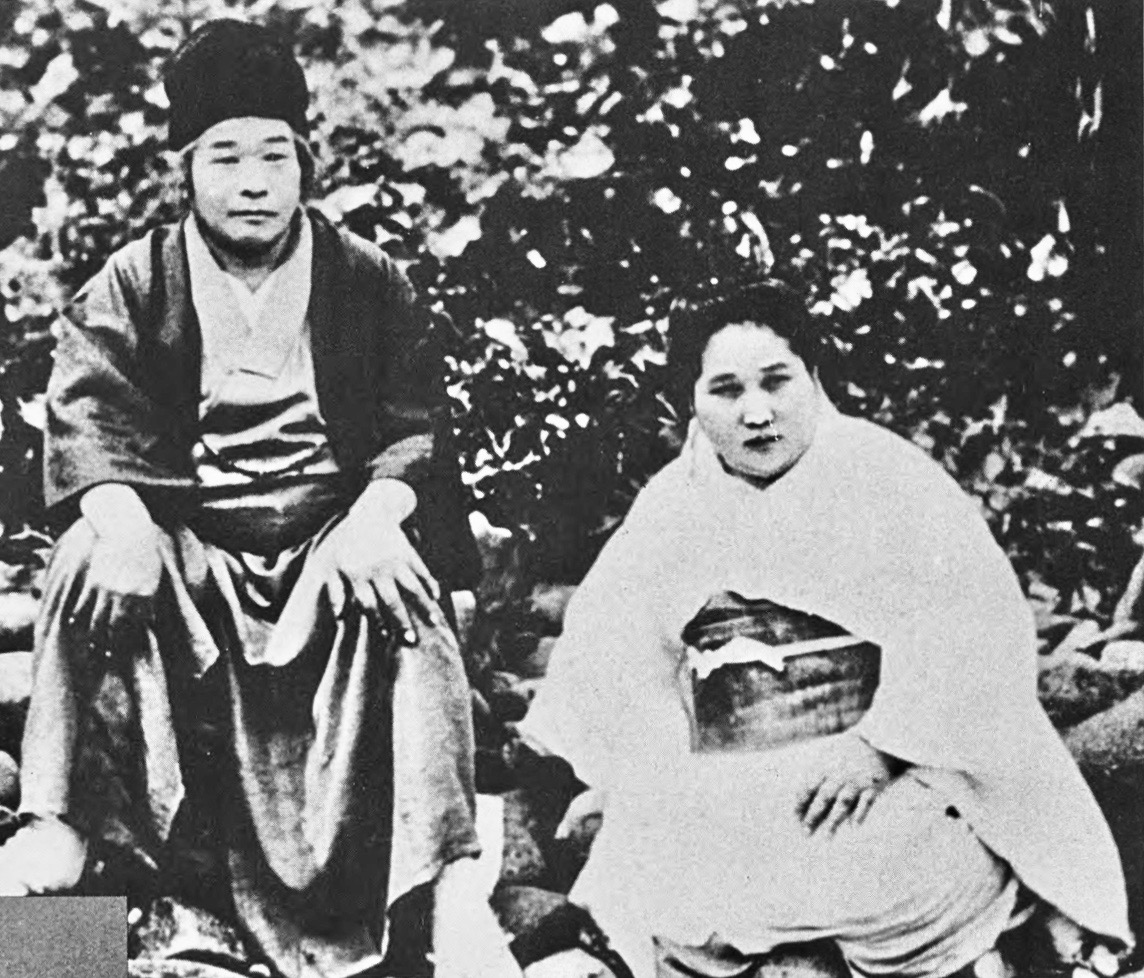
出口王仁三郎、妻の出口すみ

1900年（明治33年）1月1日、29歳の喜三郎は出口すみ（澄）（出口なおの五女）と結婚して入り婿となり、名前を出口 王仁三郎に改める。以下「王仁三郎」と表記する。ただし入籍の手続きが煩雑となり、正式な養子縁組は1910年（明治43年）12月、婚姻届提出は翌年1月である。二人は六女二男をもうけたが、男子は早世した。当時、教団は筆先による終末論（社会批判）と王仁三郎が持ち込んだ知識体系や鎮魂帰神法により、天理教や金光教とも違う独自の教派へ発展しようとしていた。その一方、公認宗教の傘下に入って布教を合法化しようとする王仁三郎と、原理主義に陥っていた旧幹部は激しく対立する。大本ではなおを「女子の肉体に男子の霊が宿った変性男子」、王仁三郎を「男子の肉体に女子の霊が宿った変性女子」と定義し、なおには天照大神（火）・王仁三郎にはスサノオ（水）が宿って「火水の戦い」という宗教的な論争を展開した。さらに教団の主導権争いや、新参の王仁三郎がすみと結婚した事に対する反発も加わる。この時期の王仁三郎は旧幹部から夜討ちをかけられたり、監禁されて原稿を燃やされるなど、数々の忍耐を強いられている。なお（直）と王仁三郎は幾度も衝突を繰り返しながら互いの「神」を審神し、大本の教義を形成していった。同時期、日露戦争が日本の勝利に終わる。立替え熱が冷めたことで離脱する信者が急増し、教団は衰退の一途を辿った。
1906年（明治39年）9月、王仁三郎は妻子を残して教団を離れ、京都に向かった。教団合法化の道を探るべく遊学した時期は高天原を追放されたスサノオに例えられる。「京都府皇典講究分所」（現：「京都國學院」）教育部本科2年に入学。翌年3月卒業して建勲神社の主典となるが半年で退職。12月には伏見稲荷山御嶽教西部教庁主事、1908年（明治41年）3月同教大阪大教会長に抜擢、生玉御嶽大教会詰として奉職する。さらに神道大成教（教派神道）、キリスト教、大石凝真素美など様々な交流により見識を高める。その後は御嶽教西部本庁に勤務しつつ、困窮していた教団の活性化に手腕を尽くす。教団合法化の布石として6月8日に神道大成教直轄直霊教会を、6月21日に御嶽教大本教会を設立、8月1日に金明霊学会を「大日本修斎会」に改めた。12月末に御嶽教を辞職して綾部の教団発展に専念する。そして「神道の研究」を団体の目的とし、内務省に管理された公認教派神道に不満を持つ人々の人気を得た。この「大日本修斎会」では、国家主義・日本主義を展開した。
1916年（大正5年）4月、大日本修斎会は「皇道大本」と改称する。10月、なおに「…未申の金神どの、素盞嗚尊と小松林の霊が、みろくの神の御霊で…という啓示があり、なおは王仁三郎の神格を認めた。教団における王仁三郎の権威が確定し、これにより筆先を加筆・編集して『大本神諭』として発表することが可能になる。なおの土着性と王仁三郎の普遍性が上手くかみあったことで、大本は世界宗教への萌芽を持つに至る。また天皇制を軸とした中央集権化と、資本主義を軸とした都市化・大衆化（村共同体の崩壊）も大本拡大の一因となった。12月、なおと王仁三郎に心酔した英文学者浅野和三郎が入信して機関誌「神霊会」の主筆兼編集長になる。浅野の大本入信は日本の知識階層に衝撃を与えた。この「神霊会」において、王仁三郎は大正維新の論陣を張った。

### 『大本神諭』と終末論
1918年（大正7年）11月6日、開祖・出口なおが81歳で死去する。末子の出口すみ（澄）が二代教主・夫の王仁三郎が教主輔（「補」ではなく特別に「輔」を用いる）となる。1919年（大正8年）、大本は亀山城址を買収して綾部と並ぶ教団の本拠地「天恩郷」に改修。翌年8月に大正日日新聞を買収して言論活動に進出するなど活発な布教活動により教勢を伸ばした。19世紀末期から20世紀初頭にかけて日本を含め世界的にスピリチュアリズムが活発となり、大本の発展も国際的な心霊主義の勃興と無縁ではない。王仁三郎は浅野と共に心霊主義的な古神道の実践を行い、大きな成功を得た。現世利益や病気治療を期待して大本に接近した人々は鎮魂帰神法によって神霊世界を実感し、多くの信徒が信仰を確定的にして大本の思想に共鳴していった。こうして一般人や知識人だけでなく軍人や貴族までもが次々に入信する。特に元海軍機関学校教官・浅野和三郎の布教により大日本帝国海軍は大本の影響を受けた。戦艦「香取」では軍隊布教が行われ、浅野正恭（和三郎の兄）は入信、山本英輔や秋山真之も綾部を訪れて大本を研究している。戦艦「日向」など軍艦単位で寄付を行った艦も少なくない。華族では、昭憲皇太后の姪・鶴殿ちか子が入信して宣伝使（宣教師）となった。香淳皇后の養育にあたった山田春三（宮中顧問官）も入信し、宮中某重大事件では王仁三郎に相談している。
大本の急成長の一因に終末論があった。浅野和三郎（筆頭幹部）や谷口雅春らは「大正十年立替説」（明治55年の世の立替、大正維新、二度目の岩戸開き）という終末論を大正日日新聞や機関誌「神霊界」を通じて宣伝する。『大本神諭』は日本神国観を打ち出しつつ、日米戦争や都市の焦土化、天皇制国家の滅亡すら予言しており、明治維新以降人々が深層心理に抱いてきた不安や鬱屈を強烈な終末観へと増幅した。第一次世界大戦や米騒動、ロシア革命で騒然としていた人々は大本に注目し、教団は信徒30万人という爆発的な発展を見せるに至る。植芝盛平、友清歓真、岡田茂吉、中野与之助、柳原白蓮、小山内薫といった多くの人々が、浅野入信以降の大本に引き寄せられていった。王仁三郎は信者達の行き過ぎに警告を出したが、「立替え説」について肯定も否定もせず曖昧な立場をとる。開祖（旧信者派）と王仁三郎（大先生派）の従来対立に加えて急進的な浅野が派閥争いに割り込み、浅野たちの勢いは王仁三郎派を上回るものがあった。

### 第一次大本事件
日本政府は「国家神道」と食い違う神話解釈を行い、メディアを通じて信者数を拡大し、陸海軍や上流階級まで影響力を持つようになった大本に危機感を覚えた。さらに浅野たちが黙示録的な予言をメディアで全国に宣伝したため国内は騒然、当局の懸念はますます強くなった。内務省が公式に警告を発し、王仁三郎も警察に呼び出されて注意を受けている。教典『大本神諭（火の巻）』は不敬と判断され発禁になった。陸・海軍大臣は軍内における大本信者の一掃を通達している。原敬首相も1920年（大正9年）10月の日記で大本への不快感を記した。政府上層部だけでなく、多くの文化人・知識人・宗教界・既存メディアも大本を非難。政府は元信者が大本を「皇室の尊厳を冒涜した」「王仁三郎は陰謀家だ」「日本神話に勝手な解釈を加えた」などと告発したのをきっかけに、1921年（大正10年）2月12日に不敬罪・新聞紙法違反として弾圧を加えた（第一次大本事件 ）。80名が検挙されたが、最終的に王仁三郎・浅野・吉田祐定（印刷出版責任者）が京都地裁に起訴された。開廷（9月16日）から判決（10月5日）まで25日という裁判で、王仁三郎に新聞紙法違反と不敬罪で懲役5年、浅野10か月、吉田3か月という判決が下った。不敬を理由に教団の施設破壊が行われたが、決定的な打撃とはならなかった。1924年（大正13年）7月21日の大阪控訴審判決は第一審判決を踏襲（裁判期間中、王仁三郎はモンゴル滞在のため出廷せず）、1925年（大正14年）7月10日の大審院では前判決破棄の判決が下り、事実審理からやりなおす。1927年（昭和2年）5月17日、大正天皇崩御により控訴審は終結したが、内務省は大本を壊滅させる機会をうかがっていた。一方、王仁三郎は天理教や金光教のように教派神道として公認される道を選ばず、自らのカリスマを武器に独自の教義を維持して活動を続ける。
1921年6月17日に王仁三郎は保釈されたが、大正日日新聞社の経営悪化で莫大な借金を重ね、10月5日に有罪判決、10月11日に綾部本宮山神殿破壊命令がくだった。10月14日、「皇道大本」を「大本」に改名し夫妻幹部含め総辞職、長女の直日（20歳）に教主の座を委ねた。10月18日、自身の教義と体験の集大成として『霊界物語』の口述を始めた。400字詰原稿用紙で約300枚の一巻を平均3日で製作した速度は超人的とされる。1935年の弾圧事件まで81巻83冊が発刊された長編の『霊界物語』では神界・幽界及び現界を通じた創造神である主神（すしん）の教えが、さまざまなたとえ話を用いて説かれており、教団内では人類救済の福音としての意味があると位置づけている。第一次大本事件の一因となった予言と終末論による暴走を押さえるべく、なおの教義（大本神諭）と信奉者を王仁三郎の権威で克服する計画という見解もある。発禁となった神諭に対し、当局の干渉を避けるべく「立替え立直し」の思想を比喩や隠喩で包み込んだ新教典が必要となったという事情もあった。一連の事件と『霊界物語』の教義化により、浅野、谷口、友清歓真をはじめ多くの幹部と信者が教団を去った。王仁三郎は娘婿の出口日出麿と出口宇知麿を新たな幹部として重用していく。また活動拠点を綾部から亀岡へ移し、綾部は祭祀本部、亀岡は宣教本部と定義した。ここにもなお（厳霊、日、火、天照大神）と王仁三郎（瑞霊、月、水、スサノオ）の二重構造と「型の反復」という大本の構図がみられる。
このほかにもさまざまな活動を行った。日本コロムビアは大本の人気を見込んで王仁三郎のアルバムを9枚発売した。柳原白蓮（大正天皇の従兄妹）が離婚スキャンダルに巻き込まれた際、王仁三郎は頼ってきた白蓮を綾部にかくまい、黒龍会の内田良平と対立している。1922年（大正11年）3月、全国水平社が結成されると初代委員長南梅吉を尋ねて激励し、財政的支援も行った。1923年（大正12年）にはローマ字を取り入れ、またバハイ教の布教師フィンチやルートまたロシアの作家ヴァスィリー・エロシェンコとの交流を機に国際語エスペラントの教団活動への導入を始めた。1918年（大正7年）に欧州から帰国した陸軍将校秦真次が王仁三郎に語ったのが最初ともいわれる。王仁三郎自身は1923年7月に1週間、同志社大学の重松太喜三を綾部に招いたエスペラント講習会で、150人の生徒の一人としてエスペラントを学習した。後の満州国建国に際して石原莞爾と連携し、大本がエスペラントを満州に広めるという計画もあったが実現しなかった。

### 大本の海外進出

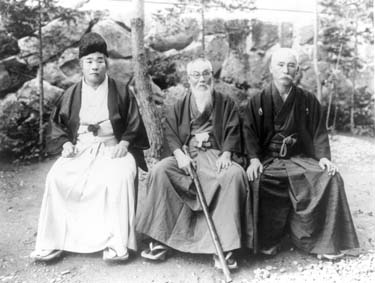
左から王仁三郎、頭山満、内田良平

1923年（大正12年）9月の関東大震災では、中国新宗教団体「道院（世界紅卍字会）」（中国版赤十字）が来日して救援活動を行い、同時に王仁三郎と大本に接触した。同種性を感じた王仁三郎は、信者の日野強（退役陸軍大佐・探検家・作家）の影響も受け、大陸への関心を強めていた。1924年（大正13年）2月13日、第一次大本事件による責付出獄中に「神の国を建設して失業問題と食料問題を解決する」という構想により、植芝盛平（合気道創設者）、松村真澄（法学士）、名田音吉（理髪師）を連れて日本を出奔し、関係者を仰天させる。腹心には遺書「錦の土産」の中で「東亜の天地を精神的に統一し、次に世界を統一する心算なり、事の成否は天の時なり、煩慮を要せず、王仁三十年の夢今や正に醒めんとす」と目的を明かした。2月15日、モンゴル地方に到着すると、盧占魁（ろせんかい）という馬賊の頭領とともに活動する。日本陸軍特務機関が仲介に入り、張作霖から内外蒙古の匪賊討伐委任状を貰い受けた上で義勇軍を編成。ダライ・ラマやスサノオを名乗ると、チンギス・ハーンになぞらえエルサレムを目指して進軍した。だが張は、王仁三郎達が全モンゴルの統一と独立を目指していることを知って怒り、討伐軍を派遣した。6月20日、パインタラ（現在の通遼市）にて王仁三郎一行と盧は捕虜となる。盧は処刑され、王仁三郎も銃殺されそうになり、覚悟を決め辞世の歌を詠む（パインタラの法難）。処刑直前に日本領事館（日本軍）の介入で解放され、植芝らと共に帰国することが出来た。入蒙の目的が布教目的だったことは認められたが、治安を乱す恐れがあるとして3年間の在留禁止処分が下った。
1924年（大正13年）7月25日に下関に到着すると逮捕され大阪刑務所におくられるが、3か月で釈放された。王仁三郎の冒険談は関東大震災後の鬱屈した人々に快哉をもって迎えられた。1929年（昭和4年）10月、出口すみと共に世界紅卍字会の協力を得て朝鮮・満州の布教に努めた。抗日運動が激しさを増していたが、夫妻は熱烈な歓迎を受けたと伝えられる。国内での活動が制限される中、王仁三郎はアジアでの活動を重視して中国の軍閥や日本の右翼頭山満や内田良平と関係を結び、北京に「世界宗教連合会」を設立した。続いて「人類愛善会」を発起、これらの動きは第一大本事件と満蒙での失敗から、実際の権力ではなく思想・信仰における改革への方針転換とされる。特に満州に対しては、世界紅卍字会と提携して積極的に進出した。また中国大陸だけでなく、教団内に「大本開栄社」を設立して、日本の委任統治領となった南洋諸島への布教を行った。アジア、南北アメリカ、ヨーロッパにも進出し、各国の宗教団体・心霊主義団体と連携する。宗教活動が制限されたソビエト連邦にも働きかけを行っている。大本と王仁三郎は民族主義（天皇中心主義・日本至上主義）と世界宗教性の振れ幅が大きく、対応に苦慮した日本政府は警戒を強めていく。

### 第二次大本事件
1930年代初頭は満州事変が勃発して中国大陸への軍事進出が本格化、世界大恐慌による大不況、国際連盟の脱退、国内では五・一五事件や右翼団体の蜂起が相次いで発生するなど、不安定な時代だった。大本は1930年（昭和5年）3月8日 - 5月6日まで京都岡崎公園で開催された大宗教博覧会に参加、大成功を収める。さらに日本全国・沖縄・朝鮮半島・台湾で作品展や講演会、映画上映を行い、大本のイメージ向上に成功した。廃刊になった大正日日新聞にかわり、日刊紙「北国夕刊新聞」（金沢）、「丹州時報（舞鶴）」、「東京毎夕新聞」を買収、人類愛善新聞や街頭演説・講演会で活発に宣伝する。王仁三郎は時代の流れを掴むことに長け、メディアを積極的に利用・活用して成功を収めた破天荒で多才な教祖と言える。
人類愛善会活動やエスペラント運動を通じて満州国を筆頭に海外進出を行う一方、王仁三郎は国民の愛国意識のたかまりを背景に大本の右翼化・愛国化を進める。大本信者を中核とする昭和青年会や昭和坤生会は各地で防空運動を展開し、愛国団体として注目された。1934年（昭和9年）7月22日、王仁三郎は九段会館において精神運動団体「昭和神聖会」を結成し、より大規模な運動に乗り出していった（王仁三郎は統管）。昭和神聖会の発会式には後藤文雄内務大臣、文部大臣、農林大臣、衆議院議長、陸海軍高級将校、大学教授など政財界の指導者層が参加した。このほか、石原莞爾や板垣征四郎といった急進派の陸軍将校や久原房之助（政治家）も王仁三郎の信奉者であり、あるいは影響を受けている。王仁三郎は大本の指導を日出麿に委任すると、昭和神聖会を指揮するため東京・四谷に移った。農村救済運動を筆頭に、国内外の問題について政府の対応を批判。岡田内閣の打倒さえ訴えたという。さらに「尋仁（世界紅卍字会の檀訓による命名）」と記した制服を着用、東京駅から皇居まで900人を従えて行進を行う。美濃部達吉らが唱えた天皇機関説に対しては「神聖皇道」の観点から厳しい批判を加えた。王仁三郎は「わが道は　野火のもえたる　如くなり　風吹くたびにひろがりて行く」と詠った。国家権力を意図的に挑発するような王仁三郎の行動は現代でも解釈が難しく、真意は今もって不明である。逮捕直前、大規模弾圧を予期したかのような指示を周囲に与えた。王仁三郎の肩書きは、大本教主輔、昭和神聖会統管、昭和青年会、昭和坤生会、更始会、明光会、人類愛善会、大日本武道宣揚会、エスペラント普及会、ローマ字普及会、それぞれの総裁であった。
1935年（昭和10年）1月に、昭和神聖会は皇族を主班とする皇族内閣の創設を天皇に直接請願する署名を集める。革命の気運に恐怖した日本政府は王仁三郎と母体である大本を治安維持法によって徹底排除することを意図した。さらに『大本神諭』や『霊界物語』で唱えられた大本の神話・教義が天皇（現人神、天皇制）の権威や正統性を脅かしかねないという宗教的な理由が存在した。同年12月8日、政府は第二次大本事件によって苛烈な攻撃を加えた。唐沢俊樹内務省警保局長は大本を地上から抹殺する方針である事を各方面に指令している。王仁三郎は松江市島根別院で拘束された。夫妻以下幹部達は治安維持法違反と不敬罪で逮捕され、毎日新聞や朝日新聞などの大手マスコミも大本を「邪教」と断定する。裁判前にもかかわらず、政府は亀山城址にあった神殿をダイナマイトで爆破し、綾部や地方の施設も全て破壊、財産も安価で処分した。人類愛善会など大本関連団体も解散や活動停止に追い込まれる。出版物も全て発行禁止処分となっている。孤立無援の王仁三郎は「道鏡以来の逆賊」と糾弾されて特別高等警察により拷問めいた取調べを受けたが、裁判では悠然と反論し、時に裁判長を唸らせることもあった。また満州国指導者層は鈴木検事（大本事件担当）が「紅卍会と大本は極めて密接。満州国の大本教勢力は侮りがたい」と報告したように王仁三郎に同情的であり、支援の手をさしのべている。だが王仁三郎の後継者と目された出口日出麿は拷問により廃人同然となり、起訴61名中16名が死亡した。1940年（昭和15年）2月29日の第一審は幹部全員が有罪で、王仁三郎は無期懲役という判決だった。1942年（昭和17年）7月31日の第二審判決では高野綱雄裁判長は判決文の中で「大本は宇宙観・神観・人生観等理路整然たる教義を持つ宗教である」として、重大な意味を持つ治安維持法については全員無罪の判決を言い渡した。不敬罪の懲役5年（最高刑）は残ったものの、6年8か月（2453日）ぶりに71歳で保釈出所となった。不敬罪については大審院まで持ち込まれたが、1945年（昭和20年）10月17日、敗戦による大赦令で無効になった。1947年（昭和22年）10月に刑法が改正され、不敬罪は消滅した。
保釈後、関係の弁護士たちが国家に対する損害賠償請求の訴訟について打ち合わせると、王仁三郎は言下に「今度の事件は神様の摂理だ。わしはありがたいと思っている。今更過ぎ去ったことをかれこれ言い、当局の不当をならしてみて何になる。賠償を求めて敗戦後の国民の膏血を絞るようなことをしてはならぬ」と述べた。また「大事な神の経綸なのじゃ。この大本は、今度の戦争にぜんぜん関係がなかったという証拠を神がお残し下さったのじゃ。戦争の時には戦争に協力し、平和の時には平和を説くというような矛盾した宗教団体では、世界平和の礎にはならん。しかし、日本が戦争している時に、日本の土地に生まれた者が戦争に協力せぬでは、国家も社会も承知せぬ。それでは世界恒久平和という神の目的がつぶれますから、戦争に協力できぬ処へお引き上げになったのが、今度の大本事件の一番大きな意義だ。これは大事なことだよ」と述べた。この王仁三郎の発言により、国家に対して一切の賠償を求めないことになり、これを伝え聞いた人々が「ほんとうの宗教家ということが初めてわかった」と感嘆したエピソードがある。

### 晩年

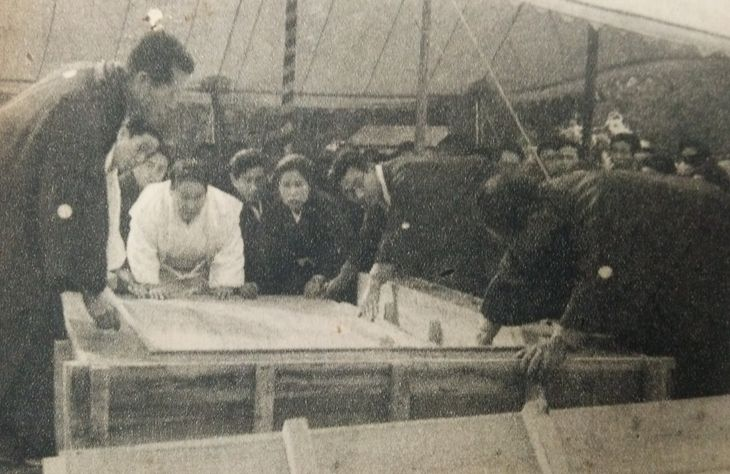
王仁三郎の葬儀。白装束の女性は二代教主・出口すみ。

1942年8月7日に保釈されると、亀岡の農場に戻って家族と共に暮らした。1944年（昭和19年）12月、京都府清水の窯元佐々木松楽の亀岡疎開を知って尋ね、陶芸をはじめた。祝詞を唱えながら体調を損ねるほど没頭するなど、宗教的情熱に満ちた芸術活動だった。王仁三郎は松楽が京都から持ち込んだ10 - 15年分の陶芸材料を1年で使い果たしている。この楽焼は後に「耀盌（ようわん）」と称され、現在もなおその美術的価値は国内外で高く評価されている。控訴審には「今度が天王台の審神で、神の仕組みは成就した。善悪は立て別けられた」として関心を持たなかったという。相談する信者には、反戦平和と日本の敗戦を予言している。和歌では「天地に神あることをつゆ知らぬ　醜のしれもの世を乱すなり」「荒れ果てし神の御苑に停ずみて　偲ぶは神国の前途なりけり」と権力者達を批判した。敗戦後には、朝日新聞の記者に「日本の上層部はわれよしで、自分達が一番正しく、えらいと思うから戦争がおきた。諸外国もわれよしを改めぬ限り戦争は絶えない」と述べている。天皇の神格化や国家神道については「殊に日本の官国幣社が神様でなく、唯の人間を祀っていることが間違ひの根本だった」と厳しく批判した。
1946年（昭和21年）2月、教団活動を「愛善苑」として新発足させた。教団経営や各地への巡教、返還された綾部・亀岡の再建に尽力したが、8月に脳出血で倒れた。以後健康を取り戻すことなく、1948年（昭和23年）1月19日午前7時55分に逝去した。満76歳没。綾部の天王平に歴代教主と共に埋葬されている。

## 評価

### 宗教家として
出口王仁三郎は自らを日本神話の素戔嗚尊になぞらえたが、トリックスターという点でよく一致する。系譜的には古神道に属し、平田篤胤、本田親徳、長沢雄楯、大石凝真素美らの影響を受けた。王仁三郎の特徴は、古神道や言霊の知識を活用し、現実社会に大きな影響を与えた点にある。そして地方民間宗教にすぎなかった教団を国家規模の大宗教に育てたカリスマ的組織者となった。新宗教大本は土着の民間信仰の集大成であると同時に、救済の対象を「世界・全人類」に広げた世界宗教としての性格も持つに至る。メディアを活用した布教方法と、信仰と政治が結びついた活動方針は、創価学会などの新宗教にも影響を与えた。雑誌『別冊歴史読本』が1993年に出版した「日本史を変えた人物200人」の中で、近代宗教家の中で大谷光瑞と共に2人だけ選ばれているが、その大谷も王仁三郎を高く評価している。また講談社『日本史をつくった101人』でも人間的魅力や芸術の才能を考慮され、新宗教部門で選ばれた。半面、意図的に言動や態度をはぐらかすことも多く、常識では計り知れない人物である。敵味方から「怪物」と賞賛（批判）されることも多かった。戦前の影響力は凄まじく、国会議員や陸海軍将校への影響力を危険視されて大本事件を招き、特に1935年の第二次大本事件により大本は一時期壊滅する。
この事件における第二審裁判では、高野裁判長に対し「人虎孔裡に堕つ」（人間が虎の穴に落ちた時どうすべきか。逃げても、立ち向っても、じっとしていても、虎に食われ所詮助からぬ。しかし、一つだけ生きる道がある。食われるのではなく、こちらから食わせてやる。食われれば何も残らぬが、食わせれば愛と誇りが残る）という禅問答を残している。宗教家・王仁三郎の力量と真髄を象徴する逸話とされる。高野は「大本の教えは、宇宙観・神観・人生観・社会観に対し理論整然たる教義である」と評価した。また敗戦後に弁護団が国家賠償訴訟を起こそうとしたところ、国民の窮乏を考慮して損害賠償権を放棄した事も、王仁三郎の真価を示したと言える。
また、王仁三郎（大本）は分派が多いことでも知られる。第一次大本事件当時の大本筆頭幹部浅野和三郎は心霊科学研究会（現在日本スピリチュアリスト協会）を結成し、その思想は近藤千雄や江原啓之といった多くの心霊主義者に影響を与えた。ほかに谷口雅春と生長の家、友清歓真と神道天行居、岡田茂吉と世界救世教（真光系諸教団）などが代表例である。璽光尊（長岡良子）の璽宇にも大本系の人脈が関わった。王仁三郎の側近植芝盛平が創始した合気道も、宗教団体ではないが王仁三郎の影響を強く受けている。梅棹忠夫は「大本は教祖づくりの教団」と評している。

### 芸術評価
王仁三郎は「芸術は宗教の母なり」として宗教・芸術一元論を提唱した。当人も絵画・陶芸・短歌に通じ「芸術の　趣味を悟らぬ人々は　地上天国夢にも来らず」と詠う。さらに83冊にわたる膨大な「霊界物語」を著すなど、多種多彩な才能を持っていた。教団の建造物設計にも関わっている。映画界にも進出、東京多摩川に映画部玉川研究所、亀岡に撮影所を開設すると、監督・脚本・役者をこなして精力を傾けた。
短歌では異才を発揮した。1927年（昭和2年）には文芸活動を推進する明光社（明智光秀に由来）を組織し、大量の短歌を投稿する。1930年（昭和5年）に前田夕暮のサークルに入り、ついでアララギ・あけびなど50余の短歌結社に参加して、月に1000首を詠んだ。60歳のとき受けた大宅壮一のインタビューにおいて、1日に2、3百首の短歌を詠み、これまで50 - 60万首詠んだと語ったという。1931年（昭和6年）刊行の第一歌集『花明山』の序文で前田は「現代のスフィンクス」と評した。尾上柴舟も、王仁三郎の歌集『彗星』の序文で、大量生産を褒めつつ質を高めるよう批評したが、王仁三郎は序文そのものに対し無邪気に喜んでいた。結局、生涯に10 - 15万首を詠み、王仁三郎らしい偉業と言える。全く推敲をしないため玉石混淆であるが、歌人石井辰彦は歌人としての王仁三郎を再評価すべきとしている。
陶芸にも足跡を残した。王仁三郎は第二次大本事件拘留中の構想を元に、1945年元旦から翌年3月にかけて、36回の窯・3000個の茶碗をつくった。1949年（昭和24年）2月6日、陶芸家・金重陶陽を訪ねた日本美術工芸社主幹・加藤義一郎がその日見た王仁三郎の茶碗に感銘を受けて「耀盌（ようわん）」と名づけ、日本美術工芸誌三月号と八月号に発表した。書画なども北大路魯山人ら斯界の第一人者から評価を受けることになる。瀬戸内寂聴は亀岡で出口直日と対談し、王仁三郎の陶芸作品に接して「王仁三郎の心臓」と評した。
芸術家フレデリック・フランクは王仁三郎を「芸術家の原型」と評し、「生涯にわたり、自らの衝動と思考の一つ一つに、形相と形態と実体を与え続けずにはいられなかったのだ」と述べた。
小説家坂口安吾は「秀吉的な駄々っ子精神を、非常に突飛な形式ではあるけれども、とにかく具体化した人ではなかろうか」と考え、破壊された大本本部跡地を見にいったが、「スケールが言語道断に卑小にすぎて、ただ、直接に、俗悪そのものでしかなかった」と語っている。

## 思想
- 神は万物普遍の霊にして人は天地経綸の主体なり、神人合一してここに無限の権力を発揮す。
- 万教同根（すべての宗教は元は一つ、真理に目覚め互いの垣を取り外し手を握り合う[250]）
- 芸術は宗教の母なり（森羅万象が神の偉大な作品である故に、自然の美に心を動かされ宗教心が芽生える。偉大な芸術者である神の内面に触れるところに宗教と芸術がある）[251]
- 一神即多神即汎神（神道も本質的に一神教であり、八百万の神々は天使/主神の分霊である）[252]
- 耳で見て　目で聞き鼻で　物食ふて　口で嗅がねば　神はわからず[253]
- 「我良し・強いもの勝ち」こそ危険である[254]
- 宗教の無くなる世の中がミロクの世である（教育や政治芸術一切を指導してこそ真実の教え[255]）
- 言向け和わす
- 大本教は世界の「型」「雛型」。霊界で起きた事は大本に、続いて日本や世界で実際に起きる[256]

帝国主義的・国粋主義的言説の一方、エスペラント語の推奨といったコスモポリタニズム、世界同胞主義や「人類愛善」といった平和主義的スローガンもある。金沢大学の中村伸浩は、これらの表現の根本には帝国願望、帝国コンプレックスがあり、「後進の近代国家として西欧の帝国主義に対抗し、追いつこうという日本の欲求を宗教的言説で表現している」と評している。

## エピソード

### 人物像
- 長女で大本三代教主出口直日は、小学校入学時の父親職業欄に「世界改造業者」と記入した[258]。
- 第二次大本事件前に亀岡で対談した大宅壮一は「浴衣の上に絽の羽織を引っかけて、頭には妙な烏帽子のようなものを頂いているでっぷり太った、がっしりした体格の大男だ。年齢は六十歳以上らしいが、どこか全体に若々しい元気がある。顔も、声も大きい。一口にいえば善良な牡牛の感じだ」（原文まま）という印象を抱いた[259]。戦後、大宅は再び王仁三郎について回想する。霊能力については懐疑的だが[260]、「いずれにしても王仁三郎という男は、奸智に長けたところもあるが、ひどくまぬけたところもあって、憎めない。一見"百姓上がりの武者小路"という感じだが、インテリでないだけに、もっと豪快で、スケールが大きい。」と評し、その人気は人柄・人間的魅力・天才的な人心収攬術に由来したと指摘する[261]。
- 宗教専門紙中外日報の社主真渓涙骨は「私は、直接間接に随分多くの人間を知ってきたが、未だかつて聖師（王仁三郎）のごとき、羽目のはずれた脱落超風の超人的野人に触れたことがない。パアーとした大風に灰をまいたような、どこといってとらえどころのない、大賢か、大愚か、豪傑か、凡俗か、かつてこんな得体の判らぬ怪物に触れたことがない。口を開けば、諧謔とユーモアの濫発で、エロ、グロの明暗両相、どこがこの人の本質だか、真面目だか、サッパリ見当がつかない。それでいて汲めども尽きぬ愛情に、世の一切を包み、底知れぬ魅力に万人の心をつかんで離さない。まったく超人的の異彩を放っていると思う」と評している[262]。
- 平塚らいてうは大本信者の姉を持ち、大本に興味を持っていた[263]。らいてうは教団誌「人類愛善新聞 昭和7年8月上旬号」の寄稿記事で『霊界物語』とエマヌエル・スヴェーデンボリの関係性を指摘し、「出口聖師のあのつかみ所なき大きな人格に私共とて同様に世人も、もっと信頼を置いてよいのではないかと考えてゐる次第で御座います」と述べる[264]。大戦中、らいてうは王仁三郎の予言を信じて東京から疎開、戦後も大本関係者と交流を続けた[265]。
- 柳田國男は戦後「出口王仁三郎なんて日本人じゃない」と批評した[266]。
- レフ・トルストイの影響で新しき村を建設した武者小路実篤は谷口雅春（当時は大本在籍中）に対し「君には某子（王仁三郎）が耶蘇の再生に見えるのですか」と問いかけ、また雑誌『新天地』の記者に「大本教は理性に反する処が多いので無視しています。調べる気もありません」と述べた[267]。
- 大本から独立して世界救世教を開いた岡田茂吉は、昭和27年に出口虎雄（王仁三郎の娘婿）に「おやじ（王仁三郎）は大きかった。おやじが懐かしい」と述懐した[268]。
- 谷口雅春と江守輝子は大本在籍時に結婚、式には王仁三郎も出席し、教団内結婚式第一号となる[269]。昭和55年8月の取材で、輝子は王仁三郎について和歌を詠む時には不思議な能力があったこと、雅春もある面で王仁三郎の特異な能力を認めていると答えた[270]。
- 今東光（天台宗僧侶）は「日本宗教界で怪物扱いされたのは王仁三郎と一休宗純だけだ」と週刊女性昭和42年1月21日号で述べている[271]。
- エルンスト・クレッチマーは循環気質の指導者を「果敢な猪突猛進主義者、スケールの大きい敏腕な組織者、宥和的懐柔的な術策者」の三型に分類し、前二者の牽引力は軽躁性の要素に負うとしている[272]。精神科医宮本忠雄は、前述の要素を全て備えた者が王仁三郎とする[272]。また王仁三郎の「手をひろげすぎて失敗する」というパターンは、軽躁的性格に起因すると指摘する[273]。宮本は、宗教・事業・思想・勉学・芸術のあらゆる物に興味を持ち臨機応変に取り込んで成長する王仁三郎について「彼の一生は要するに混交的肥大の生涯だったと考えても間違いあるまい」「多くの支流を統合し、清濁を併せ呑む大河。氾濫は河の意思ではなく、流域の水が河へ流れ込むためである。「パラノイア川」と名づけるにはあまりに濁りが目立ち、「妄想江」と呼ぶには河水と堤防とがあまりに調和している。途中に奇岩怪石の立ち並ぶ急流の箇所もあるが、河全体の景観を変えるほどのものではない」と評した[274]。
- 青年時代に「安閑坊喜楽」と号して冠句を残すなど、多芸多趣味であけ広げで気の置けない人柄であり、どんな時でもユーモアを忘れなかった[275]。第二次大本弾圧の裁判時、検察側の主張を煙にまいて法廷内に笑いが起きたほどである[276]。釈放後の回顧歌にも、体制側への怒りと悲愴感の中にユーモアが漂っている[277]。半面、気が弱い一面もあり、大胆で豪放、繊細で緻密、気が強く情に脆いという複雑な性格といえる[278]。親交を結んだ内田良平や頭山満は西郷隆盛を念頭に「丹波に鐘のような男がいる」と評した[279]。
- 王仁三郎も西郷隆盛を近代では希にみる大人物として高く評価したが、西南戦争における熊本城包囲戦について奇魂（智慧）が足らなかったと評した[280]。豊臣秀吉も西郷と同じく一等星と語った[281]。

### 逸話
- 生家・上田家は祖父の散財により没落し、王仁三郎誕生時には極貧農家になっていた[10]。上田家の伝説では七代ごとに偉人が現れるとされていたが、喜三郎は「幽霊画」で有名な円山応挙から数えてちょうど七代目にあたる[282]。それが事実かどうかよりも、自己劇画化に円山応挙を用いたことが王仁三郎の心情を語っているとされる[283]。
- 喫煙家で、銘柄は敷島を好んだ[284]。敗戦後、信徒が進駐軍のたばこをさし出すと拒絶したという[285]。
- 出口なおの三女・福島久は、母の啓示に従って京都府船井郡八木町に小さな茶店を出した[286]。1898年（明治31年）8月16日、王仁三郎（当時は上田喜三郎）は偶然この茶店に立ち寄り、久からなおの「筆先」を見せられて綾部行きを決意した[287]。
- 出口家に婿入りしてから、王仁三郎となおは「火水の戦い」と呼ばれる対立を起こし、お互いに懸かる神を悪神と攻撃した[288]。
- 初期の大本はなおの筆先を絶対視する原理主義の傾向があり、宗教的理由から菜食主義を実践していた[289]。王仁三郎も玄米菜食を推奨するが、時に大槻鹿造（なおの長女の娘婿）が経営する肉屋に赴いて牛肉を食べていた[289]。第二次大本事件後には当時の信者達を「神様の言葉を盲信して、頭はカチカチだった」「熱心といえば熱心で、神様には理屈ぬきでまっしぐらだった」と回想し、昔は熱心だが常識がなく、現状の信者は教養こそあるが熱がなく、両者の良い所を混ぜると良い信仰になると語った[290]。
- 出口なおは「大本では男子は育たぬ」と予言していた[291]。王仁三郎は多くの予言を的中させたが、妻のすみの初妊娠がわかった際に王仁三郎は男子を希望し、なおは啓示に従って女子と断言する[292]。誕生したのは長女・直日だった。1913年（大正2年）8月29日に長男・六合大（くにひろ）が誕生するが、生後220日で急死した[291]。王仁三郎は体を転がせて慟哭し、今度は女子として生まれ変わるよう遺骸に告げた[291]。五女・尚江が産まれると、どこから見ても瓜二つと喜んでいる[293]。
- 労働運動家の三田村四郎が、官憲に追われ国外へ高飛びする際、乳飲み娘を王仁三郎に託した。間もなく、王仁三郎に隠し子がいるという噂が広まり、妻のすみが当否を問いただすと王仁三郎はこれを認めたため、すみと大喧嘩になった。女児は王仁三郎の子として養育され、子供自身も長く王仁三郎の娘と信じていたが、十数年後に三田村が名のりをあげて娘と対面した。
- 出口なおが自動書記によって残した「筆先」を偽作したという攻撃が執拗になされた。例えば、大本幹部で「霊界物語」の口述筆記に当たった谷口雅春は、原文と王仁三郎の文章を比較対比して予言の食い違いや啓示に疑問を感じ、後に脱退して生長の家を設立した[294]。これは「筆先」の中に「王仁三郎を使え」と命じる文があり、なおは筆先の編集を王仁三郎に委託[295]。彼は言霊を用いて筆先を大幅に修正・体系的にまとめ、『大本神諭』として公表した[296]。教義上、なお（変性男子/女体男霊）と王仁三郎（変性女子/男体女霊）は切り離せない存在であり、当人も解釈は当然と割り切っていた[297]。また筆先の原文には神の支配と同時に君主権力の廃絶（天皇の退位）を求める文面もあり、文章の整理と編集をしなければ戦前の日本で発行できなかったという側面もある[298]。
- 第一次大本事件当時の大本幹部浅野和三郎は王仁三郎のライバルだった。王仁三郎に屈折した感情を抱く浅野に対し、王仁三郎の側もライバル意識やコンプレックスを吐露している[299]。ユーモアや言葉遊びの名人だったにもかかわらず直接的に非難したこともあった[300]。二人の関係は出口なお（シャーマン、霊能者）と王仁三郎の関係（プリースト、祭祀者、取次）を、そのまま王仁三郎と浅野に置き換えたものとされる[299]。第一次大本事件や霊界物語の教義化により大本を去り心霊科学研究会を設立した浅野に対し、王仁三郎は微妙な態度を取った[301][302]。心霊研究については「今頃に心霊科学研究もあつたものかい　日本には昔からある」と批判した[303]。
- 王仁三郎の次女・梅野は浅野正恭（海軍中将）の養子・遥（出口寿賀麿と改名）と結婚したが、昭和3年に離婚した。政恭と遥は大本を去ったが長女の操は残り、1987年の取材でも自分は大本の子と語っている[304]。
- 王仁三郎は手相や観相も行っており、ある日知人の柳原緑風に「観る人観る人、火難ばかり目について、目がおかしくなったに違いない。手相観はやめる」と悩みをうちあけた[305]。間もなく関東大震災が起り、自信を取り戻したという[305]。
- 矢野祐太郎（海軍大佐、シオン賢者の議定書を伝えた1人）は大正10年5月4日に王仁三郎への情報漏洩により岡田啓介海軍艦政本部長（第二次大本事件時の総理大臣）から謹慎処分を受けた[306]。退役した矢野は中国大陸で三也商会を開き、王仁三郎の蒙古入りを支援している[307]。
- 王仁三郎は教典『霊界物語』第64巻で日ユ同祖論を論じ、「王仁はユダヤのことを悪く書いたことはない」「ユダヤは神の選民、日本は天孫民族で直系。ユダヤは三分の一は良いので三分の二は○いので、之がフリーメンソンをやってゐるのである。今の戦いは之がやってゐる。イスラエルの十二の氏族は選ばれたのや。一番いいのが日本へ来てゐるので日本民族や」「ユダヤが暫く世界を統一する。それから○○の番だ」と語る[308]。王仁三郎の日猶同祖論は、後発の日月神示や宇田川豊弘の日本エホバ教団（昭和25年）等に影響を与えた[309]。なお、『霊界物語』にも登場するユダヤ教の聖地エルサレムは大本発祥の地である綾部と姉妹都市を結んだ際には大本の教主が署名式に出席して祝辞を述べる[310] などイスラエルは大本との繋がりを持っている。
- 東条英機陸軍大将と築地の料亭で会い「軍部があまり強く出ては国をつぶす。軍部の考えは十年以上早すぎる」と告げたが、東条は宗教家に諭されたことで立腹しただけだった[311]。
- 1931年（昭和6年）9月28日、川島浪速と川島芳子が亀岡の王仁三郎を尋ねた[312]。愛新覚羅溥儀（宣統帝）を亀岡に匿うという筆談用紙が残されている[313]。王仁三郎は「つまらぬ者に利用されると宣統帝の没落になる」と警告していた[314]。
- 出口日出麿の友人に岡本天明がおり、大本機関誌「人類愛善新聞」の編集長を務めた[315]。第二次大本事件に於いて岡本は逮捕を免れ、鳩守八幡神社の留守神主となる[316]。太平洋戦争中、岡本は神示を受けて『日月神示』を著す[317]。戦後、岡本は王仁三郎を訪問したが反応は芳しくなく、大本もこの神示を正統なものとは認めていない[318]。
- 岡本天明は「江戸の仕組み」が終わると「美濃尾張の仕組み（＝身の終わり）」と共通した内容で、「美濃尾張」の血筋からミロクが現れることを予言しているとされるが、王仁三郎は『霊界物語』第13巻「子の巻」信天翁（あほうどり）で「盲目千人のその中の　一人の目明きが気を付ける　なぞと慢神してござる　王仁はこの言聴くにつけ　お気の毒にてたまらない　こんな判らぬ奴ばかり　盲目斗りがささやけり　この歌を各自の事に誤解して　罪を重ぬる曲人もあり」と定義している[注釈 4]。
- 自身を象徴する星はオリオン座と語り[320]、亀山城の跡地に建てられた神殿「天恩郷」の月宮殿はオリオン座を地球にうつしたものだとされる[321]。この星座に関する和歌も大量に詠んでいる[322]。後の第二次大本事件を回顧した歌集では、オリオン星座とは拘置所と述べている[323]。
- 大本は、出口なお、王仁三郎、すみの関係を「扇」に喩え、なおは骨、王仁三郎は紙、すみは要と定義した[324]。

### 入蒙記
- 1924年（大正13年）、第一次大本事件で責付出獄中にもかかわらず蒙古に渡航、馬賊を率いて活動したななことは、妻すみ（澄）や教団幹部を含め、人々を仰天させた[325]。村上重良は「日本の大陸進出の一環であった」「宗教を大陸侵略に利用した」として否定的な評価を下す[326]。松本健一は王仁三郎の根底に「神に選ばれた使命感」があったと指摘し、民族を越えた万教同根の理想を実現するためさまざまな勢力を利用した結果と述べている[327]。名刺では「弥勒下生達賴喇嘛（みろくげしょうだらいらま）、素尊汗」、日本姓名「源日出雄　瑞月」、朝鮮姓名「王文泰　天龍」、民国姓名「王文祥　尋仁」と名乗る[328]。出発を見送った信者によれば、5-6年は帰らぬつもりだったという[329]。
- 6月20日、王仁三郎や植芝盛平ら6名は張作霖によって捕らえられ、銃殺を宣告される。機関銃を修理する間に「身はたとえ　蒙古の野辺にさらすとも　日本男児の品は　落とさじ」「いざさらば　天津御国に　かけ昇り　日本のみか　世界まもらん」「日の本を　遠く離れて　我は今　蒙古の空に神となりけむ」「我を待つ　天津御国の　わかひめを　いざしに死に行かん　敵のなかうど」と辞世を詠み、さらに植芝ら5名の歌も代作している[330]。後に事件を回想し、銃殺の時に幽体離脱をした結果、日本に帰っても「現界か霊界か、現実感がなかった」と述べている[331]
- 『霊界物語、入蒙記』に、王文泰という父親をもつ女馬賊・籮龍との交流を描いたエピソードがある[332]。妻・すみは自伝の中で「王仁三郎から蒙古で出口清吉（なおの次男、近衛兵）の娘と会ったと聞いた」と述べている[333]。公式記録によれば清吉は明治28年7月7日、台湾で病死したが、遺骨が返還されたにもかかわらず脱走や水葬されたという噂があり、なおの「筆先」には「死んでおらん」という啓示が出ていた[334]。「清吉は日の出の神として帰国する」とする信者も多かったという[335]。なおは長く啓示を信じていたが、晩年は神のなおに対する慰めと解釈していたという[336]。
- 『日出新聞』明治33年8月13日付2面に北清事変で活動した日本人軍事探偵「王文泰」の記事が載り[337]、衝撃を受けた王仁三郎は歌集にいくつかの和歌を載せた[338]。さらに教団内で王仁三郎に敵対していた福島久（なおの三女）に対し清吉が馬賊として活動中という書簡を渡している[339]。
- 王仁三郎は入蒙直後から日本軍憲兵隊によって尾行されていた[340]。諜報員の長谷川久雄は戦後の取材で王仁三郎について「着物を着て靴をはくような服装をかまわない人。乗馬は上手ではなかった」と回想し、『霊界物語・入蒙記』に記載されていない行動について語った[341]。後に、長谷川は関東軍に協力した日本人道士「王清泰」と行動を共にする[342]。
- 出口清吉が諜報員として中国で活動し、王仁三郎の入蒙目的の一つに清吉（王文泰）との対面があったともいわれる[343]。昭和初期、出口すみは娘婿・高見元男こそ清吉の生まれ変わりであると信じ、王仁三郎も出口直日と元男の婚儀内祝宴でそれを認め、元男を出口日出麿と名乗らせた[344]。一方、太平洋戦争後出版されたすみの自伝では「清吉は王文泰」と語られている[345]。
- 入蒙前は健康な歯だったが、『霊界物語』最終篇の口述筆記時（1933年）には総入れ歯となっており、長時間喋ると口が重いと周囲に訴えている[346]。

### 第二次大本事件
- 『霊界物語』の筆記者だった信者によれば、第二次大本事件直前に側近達を集め『霊界物語』全巻セットを各人に配り、熟読するよう告げた[347]。
- 1928年（昭和3年）3月3日、満56歳7か月の王仁三郎は綾部で「みろく大祭」を挙行、自身が弥勒菩薩・救世主であると宣言した[348]。儀式の最中、王仁三郎はリンゴ3個を取り、妻子や幹部達に大根や頭薯を与える[349]。当局はこの儀式を「国体の変革を目的とした結社を組織し、政権を奪取せんとした陰謀」として治安維持法違反の根拠とした[350]。実際には、検察の論告はこじつけや滑稽話に近かった[351]。王仁三郎は事件後の回顧歌で「大根は何程食ふもあたらねど　その反対に人を殺せり」「恐ろしき闇世なるかな大根が　生命を奪るとは前代未聞よ」と詠っている[352]。
- 事件直前の12月6日、二・二六事件の首謀者・北一輝は王仁三郎に会ってクーデターの資金提供を求めた[353]。王仁三郎に一蹴された北は暗殺を示唆したが、12月8日に王仁三郎が松江で逮捕されて空振りに終わった[353]。後に王仁三郎は「警察に保護されたも同然。北一輝らはさぞ地団太踏んでいただろう」と語っている[354]。北と共に処刑された西田税の自伝にも大本を研究したことが記されており、資金提供を頼んだのは西田という見解もある[355]。
- 北一輝は大正8 - 9年頃に王仁三郎と会見していた[356]。二・二六事件で逮捕された北は当局に対し「変な姿。自分の信仰（独自解釈した法華経）に因る神秘的体験から観ると、大本教は神ではなく相当な邪霊で皇室を滅ぼそうとしている」「断じて大本教と接触しないよう指導した」と王仁三郎について語る[357]。伝記『北一輝-日本的ファシストの象徴』によれば、王仁三郎は自ら希望して北と会見し「ガタガタと震えて北に圧服された」と描写するが、実際は北の方が王仁三郎に手紙を出しており、伝記は北の側のリップサービスである[358]。松本健一は、王仁三郎と北が天皇制国家の内で「天皇＝革命」の原理を打ち出して「神の国（もう一つの天皇制国家）」を創造しようとした点で『似たもの同士』と論じた[359]。天皇制国家（大日本帝国）が大本を忌み嫌ったのも当然であったとされる[360]。
- 王仁三郎と北の会見に同席した大川周明は「出口は下劣で取るに足らぬ奴」と評したが、東京裁判中の1948年（昭和23年）1月21日の日記に「出口王仁三郎死亡」と記述した[361]。
- 第二次大本事件当日、「出口はどこだ」と押し入ってきた警官に対して、信者が「出口はこっちです」と部屋の『出口』に誘導した[362][363]。当局側は大本の武装蜂起を信じており、水杯を交わしての決死の突入であった[364]。
- 木戸幸一の日記によれば、1935年12月13日（第二次大本事件、王仁三郎の逮捕から5日後）に唐沢俊樹警保局長が木戸に事件を報告した[365]。この後木戸は参内して昭和天皇と食事をしたが、天皇の王仁三郎に対する評価は不明である[365]。敗戦後、王仁三郎は「天皇陛下もどうもならんなあ（略）大本をあんなにしたのだから仕方がない。責任は矢張り大将にあるから」と天皇の責任を指摘した[366]。一方で瀬戸内寂聴は 昭和神聖会が弾圧されず愛国運動が発展した場合、王仁三郎は「聖戦」に協力し戦犯になっていた可能性を指摘している[366]。
- 第二次大本事件裁判の第一審判決で無期懲役が言い渡された際、王仁三郎は傍聴席を向いて舌を出し関係者を驚かせている[367]。また裁判中にすみが神懸かり状態となって激昂した際には、「これこれ」と言って妻を宥めた[368]。
- 山本英輔海軍大将は保釈され亀岡に戻った王仁三郎に水野満年を通じて戦局打開の方策を尋ねた[369]。他の軍人達の質問にも基本的に良い返事をしなかったが、サイパンの戦いが天王山になる事は伝えている[370]。戦局が絶望的になると多くの人々が王仁三郎を慕って亀岡を訪問した[371]。
- 敗戦後、林逸郎弁護士が大本事件における賠償請求を検討していたところ、「今度の事件は神さまの摂理」として賠償請求の権利を放棄した[372]。そして「大きな御用のために東京に帰りなさい」と告げる[373]。林を待っていたのは東京裁判の弁護人という仕事であった[374]。
- 綾部の教団敷地に脚を踏み入れた際、桜の木を全部切るよう強く命じた[375]。
- ダグラス・マッカーサーGHQ最高司令官について玉音放送直後に「マッカーサれた（負かされた）」と駄洒落にし、「マッカーサーはへそだ。朕の上にある」と冗談にしつつ業績を評価していた[376]。さらに『霊界物語』第58巻第1章に登場するニコラス大尉は「日本を懲らす…でマッカーサーの事」と語っている[376]。

### 王仁三郎と合気道
合気道の開祖植芝盛平は王仁三郎の蒙古入りに同伴するほど関係が深く、大正末から昭和初期にかけて王仁三郎の側近として武道修行を行った。1920年（大正9年）春に植芝が綾部移住の挨拶をすると、王仁三郎は「武の道を天職とさだめ、その道をきわめることによって大宇宙の神・幽・現三界に自在に生きることじゃ。大東流とやらも結構だが、まだ神人一如の真の武とは思われぬ。あんたは、植芝流でいきなされ。真の武とは戈を止まらしむる愛善の道のためにある」と語り、側近に抜擢した。1924年（大正13年）の蒙古入りで植芝は「王守高」を名乗って護衛役となり、『霊界物語-入蒙記』でしばしば登場する。大本と王仁三郎は合気道に強い影響を与えており、植芝の語録は霊界物語からの引用が多い。一例として、植芝は道場で「三千世界、一度に開く梅の花」と声を出し手を開き、続いて「梅で開いて松で治める」と述べて手を結ぶ動作をしていたが、これは開祖出口なおの教典『大本神諭』冒頭文「三千世界、一度に開く梅の花、艮の金神の世になりたぞよ。梅で開いて、松で治める、神国の世になりたぞよ。（中略）神が表に現れて、三千世界の天之岩戸開きを致すぞよ。用意をなされよ。この世は全然、新つに致して了ふぞよ。三千世界の大洗濯、大掃除を致して、天下泰平に世を治めて、万古末代つづく神国の世に致すぞよ」の引用である。1932年（昭和7年）8月13日に大日本武道宣揚会が発足すると、王仁三郎は「真の武は神より来る。破壊殺傷の術は真の武ではない。地上に神の御心を実現する破邪顕正の道こそ真の武道。真の武士道は武士道を言挙げせぬ神代に存在していた」という趣旨の設立趣意書をよせ、独特の武術論を展開している。なお合気に「愛気」をかけあわせたのが王仁三郎であり、昭和7年の大本機関誌では「合気道」の命名者も王仁三郎としている。植芝の甥井上鑑昭（親和体道/親英体道創始者）も、「合気武道」命名者は王仁三郎と証言している。第二次大本事件で大本は壊滅するが植芝は弾圧を受けずに済み、さらに合気道を発展させていった。

### 予言
王仁三郎は鎮魂帰法を広めた霊能力者であるが、病気治療という点では民間療法の域を出ない。その半面、時代に対する予知と警告に関しては突出した力を発揮する。彼は言霊学の権威であり、言霊を利用して度々予言を行った。明治末期 - 大正初期の『いろは歌』『大本神歌』『瑞能神歌』にアメリカ合衆国との総力戦（太平洋戦争）やB-29爆撃機による空襲を示唆する予言がある。大正8年5月の京都日出新聞に京都府警と王仁三郎の応答が公開され、王仁三郎は世界大戦で日本が占領されると述べる。第二次大本事件における裁判（昭和13年8月10 - 11日）でも、戦争で外国が東京を攻める・東京は空襲を受けてススキノになると証言し、公判記録にも残っている。ほかに1921年（大正10年）の原敬首相暗殺、関東大震災も予言した。特に関東大震災は、なおの筆先に「東京は焼け野が原になるぞよ」との文章があり、相乗して王仁三郎と大本への熱狂的支持に転化した。1931年（昭和6年）9月8日、「10日後に事件が起こり神界の経綸が実現の緒につく」と述べ9月18日に柳条湖事件が勃発、さらに「西暦1931＝皇紀2591はイクサハジメ・ジゴクハジメ」と述べていたため、大きな反響を呼んだ。王仁三郎は日本軍・右翼団体・中国宗教界と親交が深く、事前に情報を得ていた可能性がある。また王仁三郎に超常的な力があると信じた陸軍参謀が、満州支配に王仁三郎の力を利用しようと『文藝春秋』昭和7年1月号で公言したこともある。
王仁三郎は度々警察に拘留されたが、第一次大本事件や蒙古遭難事件では126日間拘束されている。大正10年2月12日に拘束され、蒙古事件後の7月26日に収監されるまで1260日であり、このため大本事件をヨハネの黙示録になぞらえる珍説もある。ただし王仁三郎も霊界物語第36巻余白歌で「千二百六十日の間月汚す六百六十六匹のけもの」と詠い、別の著作でも獣の数字について言及した。1942年8月7日に仮釈放された際、「わたしが出た日から日本の負け始めや」と家族に語った。同日、米軍はガダルカナル島に上陸、ガダルカナル島の戦いが始まる。尋ねてくる者に様々な予言を行った。「昭和暦十八年の元旦は　五十年準備の充てる日にぞある／昭和十八年の年より三千年の　いよいよ経綸の幕は上がれり」と詠い、早くから日本の敗戦を予言。「大本は日本の雛型、日本は世界の雛型。日本がやられて武装解除されれば、いずれ世界も武装解除される」と述べる。広島市への原爆投下やソ連軍の満州侵攻、千島列島や台湾の領土喪失も警告、鈴木貫太郎総理大臣について「日本は鈴木野（すすきの）になる」「日本はなごうは鈴（つづ）木貫太郎（かんだろう）」と冗談にした。予言が的中したことに感嘆する者も多かったが、弟子に「ワシは、神さんの予言が中らぬよう中らぬようと努めてきたのやが……」と嘆息している。本当の火の雨はこれからとも語る。側近によれば、次の大戦は中東が導火線になる宗教戦争と告げ「原爆を投下させない為に死後も活動する」と述べた。王仁三郎の危機的予言は「みろくの世」という理想世界が出現するにあたって起きる大変動（大峠）を比喩したものであり、王仁三郎の活動により、大難（ノアの洪水）のような大災害を、小難（飢饉・病気・戦争）という人類の力が及ぶものに祀り変えて乗り切るという終末と再生観である。
また戦争に関するものだけでなく、携帯電話やリニアモーターカーなど未来技術についても言及している。予言は多くの人を惹きつけたが、同時に詐欺師や邪教という非難の要因ともなった。松本健一は「カリスマを予言者、救世主、超能力者とみるのは、その支配圏内の信者たちである。しかし、その支配圏外にいるものにとっては、かれは山師、大ほら吹き、精神異常者としかみえないのだ。」と論じた。

## 著書
主な著書に『霊界物語』（全81巻83冊）、『道の栞』、『道の光』、『霊の礎』、『大本之道（道の大本）』、『愛善健康法』、『水鏡』、『月鏡』、『玉鏡』など多数。
　歌集は、『故山の夢』、『霧の海』、『青嵐』、『波の音』、『百千鳥』などが、戦前に刊行した日記での著作物は『東北日記』、『ふたな日記』、『壬申日記』、『日月日記』などがある。
没後
- 霊界物語 全81巻 大本教典刊行会 1967年 - 1971年
- 耀碗―出口王仁三郎楽茶碗名品 講談社 1971年。図版本
- 出口王仁三郎著作集 全5巻 読売新聞社 1972年 - 1973年
  - 1 神と人間、2 変革と平和、3 愛と美といのち
  - 4 出口直日選 十万歌集、5 人間王仁三郎

### 国会図書館所蔵の発禁本
以下は内務省警保局図書課に検閲のために納本したものが発売頒布禁止処分となって保管されていたもの、および、警保局が大本研究用に集めていたものが戦後にGHQに押収され、さらに国会図書館に送られたものである。内務省の検閲や研究の痕跡が残っているものを含んでいる。なお、大本関係の著書は大本を擁護したものも含めてほとんどが発禁となっており、その全体像は未だに解明されていない。またこれらは戦後には再版・復刻などがなされている。
- 大本教開祖御伝記 大日本修斎会本部 1913年
- 皇道我観 第一天声社 1920年
- 記紀真解 皇道大本大日本修斎会 1921年（大正10年） （王仁文庫）
- 記紀真釈 皇道大本大日本修斎会 1921年 （王仁文庫）
- 瑞能神歌 第一天声社 1921年
- 八面鋒 大日本修斎会 1921年 （王仁文庫 第8篇）
- 道之大原 大本皇道大日本修斎会 1921年 （王仁文庫 第5篇）
- 霊界物語 全72巻 出口瑞月 天声社 1923年 - 1929年
- 大本三美歌 瑞月 天声社 1923年（大正12年）
- エス和作歌辞典 記憶便法 出口瑞月 天声社、1924年
- 霊の礎 出口瑞月 天声社、1924年
- 道の栞 出口瑞月 天声社 1925年 （玉の柱 第1篇）
- 大本讃美歌 天声社 1925年
- 祝詞略解 出口瑞月 天声社 1927年
- 水鏡 如是我聞 加藤明子編 第二天声社 1928年11月
- 大本概要 第二天声社 1930年（昭和5年）1月
- 月鏡 如是我聞 加藤明子編 第二天声社 1930年11月
- 花明山 第一歌集 第二天声社 1931年5月
- 慧星 第2歌集 明光社 1931年7月
- 故山の夢 第3歌集 第二天声社 1931年8月
- 霞の奥 第4歌集 第二天声社 1931年（昭和6年）9月
- 東の光 第5歌集 第二天声社 1931年12月
- 霧の海 第6歌集 天声社 1932（昭和7年）3月
- 皇道大意 出口瑞月 天声社 1932年12月 （王仁文庫）
- 随感録 天声社 1932年6月 （王仁文庫）
- 白童子 第七歌集 天声社 1932年5月
- 青嵐 第8歌集 天声社 1932年7月
- 公孫樹 第九歌集 天声社 1933年（昭和8年）2月
- 浪の音 第10歌集 天声社 1933年3月
- 山と海 第11歌集 天声社 1933年6月
- 記紀解説 / 出口瑞月 天声社 1933年10月
- 出口王仁三郎全集 全8巻 万有社・高木鉄男、1934年 - 1935年
  - 1 皇道編、2 宗教・教育編
  - 3・4 霊界物語 上下
  - 5 言霊解 其の他、6 入蒙記 其の他
  - 7 歌集、8 わが半生の記

復刻版は、あいぜん出版・天声社（各・1998年）
- 皇道維新と経綸 天声社 1934年（昭和9年）10月
- 統管随筆 天声社 1934年
- 惟神の道 天声社 1935年（昭和10年）12月
- 玉鏡 加藤明子編 天声社 1935年（昭和10年）3月

## 年譜
- 1871年（明治4年）8月27日（旧暦7月12日） - 京都府亀岡市で上田喜三郎として誕生。
- 1896年（明治29年）1月 - 穴太精乳館・上田牧牛場を開業。
- 1898年（明治31年）
  - 3月1日 - 高熊山で一週間修行、神秘体験をする。
  - 4月下旬 - 静岡県稲荷講社に長沢雄楯を尋ね、霊学と鎮魂帰神法を学ぶ。
  - 10月8日 - 京都府綾部の出口なおのもとを尋ねるも、初対面は不調に終わる。
- 1899年（明治32年）
  - 7月3日 - 再び綾部を訪れ、なおに憑依した「艮の金神」の審神を行う。
  - 8月1日 - 金明霊学会を組織する。大本の原型。
- 1900年（明治33年）1月 - なおの五女・すみと結婚。養子婿となる。
- 1902年（明治35年） - 大阪天王寺に一万坪の大阪本部設置計画を建てるも、幹部の妨害で頓挫。
- 1904年（明治37年）9月20日 - 上田喜三郎から、上田王仁三郎に改名[注釈 2]。
- 1906年（明治39年）9月 - 教団を離れ、皇典講究所教育部本科2年生に入学。
- 1907年（明治40年）
  - 3月 - 建勲神社の主典となる。
  - 12月 - 伏見稲荷山御嶽教西部教庁主事に就任。
- 1908年（明治41年）
  - 3月 - 御嶽教大阪大教会長に抜擢。
  - 8月 - 金明霊学会を大日本修斎会に改名。
  - 12月 - 御嶽教を辞職。
- 1916年（大正5年）
  - 4月 - 金明霊学会を皇道大本に改名。
  - 12月 - 浅野和三郎が入信。
- 1918年（大正7年）11月 - 開祖・なおが逝去。大本二代教主輔となる。
- 1919年（大正8年）12月 - 植芝盛平が大本を訪れ鎮魂帰神法を学ぶ。翌春入信、王仁三郎側近。
- 1921年（大正10年）
  - 2月 - 第一次大本事件。不敬罪、新聞紙法違反で逮捕・検挙される。
  - 10月 - 京都地方裁判所で懲役5年判決。控訴する。霊界物語口述開始。
- 1924年（大正13年）
  - 2月 - モンゴルに出国。馬賊と共にモンゴル独立を目指して活動する。
  - 6月 - 張作霖により処刑されかけるが、日本領事館の介入で救出される。
  - 7月 - 日本に帰国。京都府拘置所に移送される。
  - 11月 - 釈放される。
- 1925年（大正14年）
  - 5月 – 世界宗教連合会設立。
  - 6月 - 人類愛善会設立。
- 1927年（昭和2年）5月 - 天皇崩御の大赦令で第一次大本事件免訴。全国を巡教する。
- 1928年（昭和3年）3月3日 - 56歳7か月で「みろく大祭」を実施。
- 1929年（昭和4年）10月 - 朝鮮・満州を布教旅行する。
- 1930年（昭和5年）5月 - 宗教博覧会開催。
- 1931年（昭和6年）10月 - 昭和青年会を全国的な統一組織に改組する。
- 1932年（昭和7年）6月 – 昭和坤生会（婦人部隊）を結成する。
- 1934年（昭和9年）
  - 3月 - 人類愛善新聞、100万部発行を達成。
  - 7月 - 昭和神聖会を結成。総帥となる。
- 1935年（昭和10年）12月8日 - 第二次大本事件。治安維持法違反等で逮捕され、徹底弾圧を受ける。
- 1940年（昭和15年）2月 - 京都地方裁判所にて無期懲役判決。
- 1942年（昭和17年）
  - 7月31日 - 第二審で不敬罪により懲役5年判決。治安維持法違反は無罪。
  - 8月7日 - 保釈される。京都府亀岡に戻る。
- 1945年（昭和20年）
  - 9月 - 不敬罪の控訴審棄却される。
  - 10月 - 敗戦による大赦令により不敬罪消滅。
  - 12月 - 大本を愛善苑として発足させる。
- 1948年（昭和23年）1月19日 - 逝去。76歳没。